# Denton (Montana)
Denton – miasto w Stanach Zjednoczonych, w stanie Montana, w hrabstwie Fergus.
W 2000 r. Denton zamieszkiwało 301 osób, a powierzchnia tego miasta wynosiła 2 km².